# ミラクル☆シェイプ
ミラクル☆シェイプ（Miracle Shape）は、2005年10月2日から2007年9月30日まで、日本テレビ及び一部の系列局で毎週日曜10:55～11:25に放送されていたカラダとデザインを考えるバラエティ番組。
字幕放送。

## 概要
芸能人が特定のダイエット方法で原則1ヶ月間減量に励む様子をVTRで紹介する。場合によってはお笑いコンビの両名がダイエット対決する、応募者から選ばれた一般視聴者がダイエットに挑むなどの企画もある。
この番組で扱われるエクササイズや食事制限はハードなものが多く、期間中はトレーナーによって厳しく管理されるため、著しい成果を出すことが多い。しかし継続的なリバウンド対策は特に行っていないようであり、企画終了後に体型が元に戻ってしまう芸能人も多い。
2007年の春から安田大サーカスのHIROがダイエットに挑む様子を毎週放送している。
2007年9月でレギュラー放送は終了した。

## 出演者
司会
- 永井大
- 脊山麻理子（日本テレビアナウンサー）

ダイエット挑戦者の他に、見届け人としてゲスト1名が出演する。

## ネット局
| 放送対象地域   | 放送局                 | 系列           | 放送日時           | 放送の遅れ     | 備考                          |
| -------------- | ---------------------- | -------------- | ------------------ | -------------- | ----------------------------- |
| 関東広域圏     | 日本テレビ (NTV)       | 日本テレビ系列 | 日曜 10:55 - 11:25 | -              | 制作局                        |
| 宮城県         | ミヤギテレビ (MMT)     | 日本テレビ系列 | 日曜 10:55 - 11:25 | -              |                               |
| 石川県         | テレビ金沢 (KTK)       | 日本テレビ系列 | 日曜 10:55 - 11:25 | -              | 2006年4月2日放送開始          |
| 香川県・岡山県 | 西日本放送 (RNC)       | 日本テレビ系列 | 日曜 10:55 - 11:25 | -              |                               |
| 福岡県         | 福岡放送 (FBS)         | 日本テレビ系列 | 日曜 10:55 - 11:25 | -              |                               |
| 長崎県         | 長崎国際テレビ (NIB)   | 日本テレビ系列 | 日曜 10:55 - 11:25 | -              |                               |
| 新潟県         | テレビ新潟 (TeNY)      | 日本テレビ系列 | 水曜 25:26 - 25:56 | 10日遅れ       | 2006年10月1日までは同時ネット |
| 静岡県         | 静岡第一テレビ (SDT)   | 日本テレビ系列 | 水曜 25:16 - 25:46 | 10日遅れ       |                               |
| 鹿児島県       | 鹿児島読売テレビ (KYT) | 日本テレビ系列 | 土曜 10:00 - 10:30 | 13日遅れ       |                               |
| 長野県         | テレビ信州 (TSB)       | 日本テレビ系列 | 木曜 24:56 - 25:26 | 16日遅れ       | 2006年10月3日放送開始         |
| 愛媛県         | 南海放送 (RNB)         | 日本テレビ系列 | 木曜 24:41 - 25:11 | 約半年遅れ     | 2006年4月20日放送開始         |
| 山口県         | 山口放送 (KRY)         | 日本テレビ系列 | 水曜 9:55 - 10:25  | 半年以上の遅れ | 2007年1月放送開始             |

### かつて放送していた局
- 札幌テレビ- 日曜7:30～8:00（2008年10月から2009年12月までに約3年遅れで放送された）
  - 当初は日曜7:00～7:30で放送を開始し、同時ネット放送されていた「所さんの目がテン!」は7日遅れの時差ネット放送に移行された。2009年4月5日より「ヤッターマン」の同時ネット放送を行うためこれまでより30分遅い7:30～8:00に開始時刻が変更された。これに伴い、「遠くへ行きたい」が金曜日午前の時差放送に変更されたが、本番組が同年12月27日で打ち切られたことにより、2010年1月10日から「遠くへ行きたい」が同時ネットに戻った。
- テレビ岩手（2007年3月をもって打ち切り）

## スタッフ
- 企画・演出：前田直彦
- 演出：落合仁、山下浩一
- プロデューサー：松本浩明
- チーフプロデューサー：松崎聡男
- 制作協力：シオン、ビアーズ
- 製作著作：日本テレビ

## スペシャル
2006年9月28日19:00~22:48(JST)に「ダイエット☆コンバット ～芸能人ペアやせ決戦!!～」が拡大版特別番組として生放送。2006年8月からやくみつる&長州小力、林家正蔵&友近がペアを組み、武蔵丸親方とともにコース別の「どれだけ健康的に体重が減ったか」で競った。司会は永井大のほか、中井美穂。友近が飲んだシモン茶も登場。武蔵丸親方が15kg減で優勝し、世界一周エステツアーを獲得。なお、中京テレビや読売テレビなどで放送していた。

## 歴代エンディングテーマ
- 2006年1月　「旅立ちの日に…」川嶋あい
- 2006年2月～3月　「15 Carat」上原奈美
- 2006年4月　「幻想曲～Eternal Silence～」Phantasmagoria
- 2006年5月　「個人授業」misono
- 2006年6月～7月　「真夏の鵠沼」5050
- 2006年8月～9月　「Like a Love?」鈴木亜美
- 2006年10月　「大切な約束」川嶋あい
- 2006年11月　「ホリゾント」ムック
- 2006年12月　「Christmas Night」DA PUMP
- 2007年1月　「ファーストカラー」Elephant Girl
- 2007年2月　「ハナミズキ」甲斐よしひろ
- 2007年3月　「SAD SONG」John-Hoon
- 2007年4月　「NEW DAY」田中ロウマ
- 2007年5月　「Still you…」有花
- 2007年6月　「Change the world」START FROM SCRATCH
- 2007年7月　「ありのまま」SE7EN
- 2007年8月　「キラメキアワー」Every Little Thing